# Grön nysrot
Grön nysrot (Veratrum viride), kallas även Grön prustrot, är en art i familjen nysrotsväxter. Den förekommer naturligt i östra Nordamerika. Arten odlas ibland som trädgårdsväxt i Sverige.
Alla delar av växten är giftiga och Giftinformationscentralen bör kontaktas om barn eller djur förtär någon del av växten.

## Synonymer
var. eschscholzianum (Roemer & Schultes) Breitung
- Veratrum escholtzianum Loesener
- Veratrum eschscholtzianum Rydberg ex A. Heller
- Veratrum eschscholzianum A. Gray
- Veratrum lobelianum ß eschscholzianum Roemer & Schultes
- Veratrum viride subsp. eschscholzii (A. Gray) Á. Löve & D. Löve
- Veratrum viride var. escholtzianoides Loesener